# Karin Knorr-Cetina
Karin Knorr-Cetina (of Karin Knorr Cetina) (Graz, 19 juli 1944) is een Oostenrijkse wetenschapssociologe. Ze is vooral bekend als een van de pioniers van etnografische studies naar wetenschappelijke laboratoria. Knorr-Cetina publiceerde hierover in boeken zoals The Manufacture of Knowledge (1981) en Epistemic Cultures (1999). In recenter werk legt ze zich toe op de sociologie van de economie en financiële markten. Ze werkt vanaf 2010 aan de universiteit van Chicago.

## Leven en werk
Opgeleid aan de universiteit van Wenen in de culturele antropologie, met een doctoraat in 1971 over de structurele analyse van orale literatuur, verschoof haar interesse daarna naar de sociologie. In de jaren 1970 begon ze haar etnografische studie van wetenschappelijke laboratoria en, onder meer door een Fellowship aan de universiteit van Californië - Berkeley, kwam ze in contact met Bruno Latour en Steve Woolgar die met een soortgelijk project bezig waren. Ze behaalde haar habilitatie aan de universiteit Bielefeld in 1981 en was daar van 1983 tot 2001 hoogleraar.
Na 2000 is Knorr-Cetina zich gaan toeleggen op wat ze beschouwt als een nieuw 'laboratorium', namelijk financiële markten. Ze wil begrijpen hoe kennis over de markt tot stand komt door en welke middelen gebruikt worden door hen die op deze markten handelen om deze te laten functioneren.
In 2009 kreeg ze de John Desmond Bernal Prize.